# Фридрих I (Пфалц)
Вижте пояснителната страница за други личности с името Фридрих I.
Фридрих I Победоносни (на немски: Friedrich I der Siegreiche; * 1 август 1425, Хайделберг; † 12 декември 1476, Хайделберг) от род Вителсбахи, е пфалцграф и курфюрст на Пфалц от 1451 до 1476 г.

## Произход и управление
Той е вторият син на курфюрст Лудвиг III (1378 – 1436) и втората му съпруга Матилда Савойска (1390 – 1438).
Фридрих е сгоден като дете през 1427 г. за принцеса Елизабет от Бавария-Ландсхут. Годежът е развален и тя се омъжва през 1445 г. за граф Улрих V от Вюртемберг-Щутгарт.
Фридрих I управлява след смъртта на брат му Лудвиг IV (1424 – 1449) от 1449 до 1451 г. като опекун на неговия едногодишен племенник Филип (1448 – 1508). През 1451 г. той го осиновява и на неговото място става курфюрст, но се кълне, че няма да се жени, за да няма други евентуални претенденти за трона. Император Фридрих III не е съгласен с тази постъпка и отказва на Фридрих I признанието. През 1454 г. Фридрих I потушава въстанието на Амберг против неговата постъпка. През 1462 г. той побеждава в избухналата Баден-Пфалцка война и се утвърждава като курфюрст.
Фридрих I умира през 1476 г. в Хайделберг и е погребан там във францисканския манастир. По-късно е преместен в Йезуитската църква.
Народът го нарича Пфалския Фриц (Pfälzer Fritz), а неговите противници лошия Фриц (bösen Fritz).

## Женитба и деца
Курфюрст Фридрих I започва през 1459 г. любовна връзка с мюнхенската придворна госпожица (на херцогиня Анна) Клара Тот (1440 – 1520) от Аугсбург и има с нея два сина. Той се жени за нея през 1472 г., когато първородният му син иска да стане клерик в Шпайер и Вормс и му трябва документ за брачнороден. Деца:
- Фридрих фон Бавария (* ок. 1460, † 16 октомври 1474), от 1472 г. каноник в Шпайер, и след това също във Вормс.[7]
- Лудвиг фон Бавария (1463 – 1523). На 24 февруари 1494 г. римско-немския крал Максимилиан I го издига в имперското графско съсловие. Баща му му оставя Графство Льовенщайн. Лудвиг фон Бавария, както е наричан, основава княжеската фамилия Льовенщайн-Вертхайм, която още съществува.